# Uetuuru Kambato
Uetuuru Kambato (ur. 24 stycznia 1998) – namibijski piłkarz grający na pozycji prawoskrzydłowego. Od 2020 jest zawodnikiem klubu African Stars FC.

## Kariera klubowa
Swoją karierę piłkarską Kambato rozpoczął w klubie Tura Magic FC. W sezonie 2018/2019 zadebiutował w nim w pierwszej lidze namibijskiej. W 2022 przeszedł do mozambickiego CD Costa do Sol, a w 2023 do African Stars FC.

## Kariera reprezentacyjna
W reprezentacji Namibii Kambato zadebiutował 4 września 2023 w zremisowanym 2:2 i przegranym po serii rzutów karnych 4:5 towarzyskim meczu z Zimbabwe, rozegranym w Harare. W 2024 roku został powołany do kadry na Puchar Narodów Afryki 2023. Wystąpił w nim w jednym meczu, 1/8 finału z Angolą (0:3).